# Рокинівський заказник

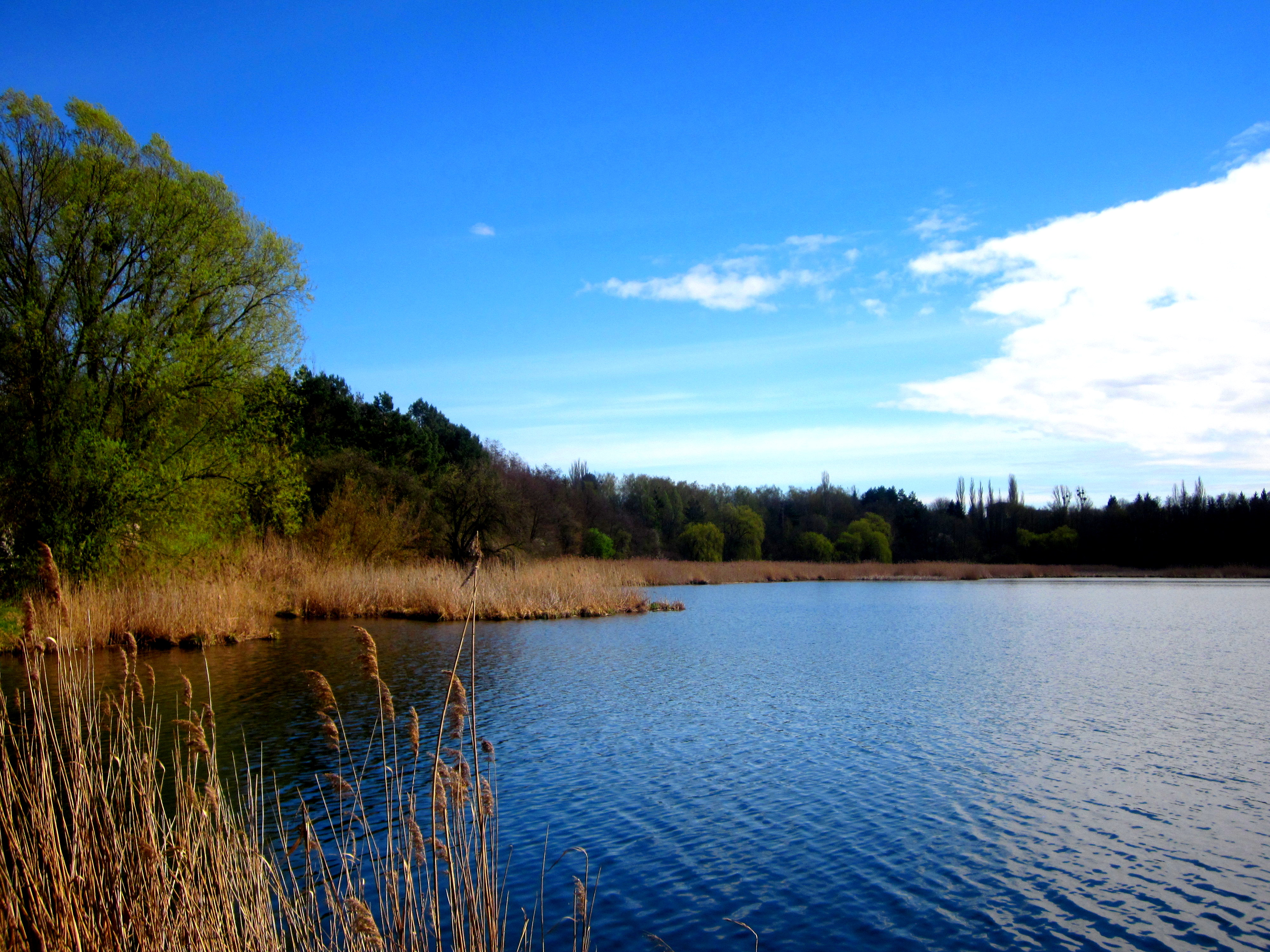

Роки́нівський зака́зник — орнітологічний заказник місцевого значення в Україні. Об'єкт природно-заповідного фонду Волинської області. 
Розташований у межах Луцького району Волинської області, неподалік від смт Рокині. 
Площа 90 га. Статус надано згідно з рішенням Волинської обласної ради від 16.12.2003 року № 9/12. Перебуває у віданні: Рокинівська селищна рада. 
Статус надано для збереження цінного природного комплексу, до складу якого входять заплавні ділянки річок Стир та Серна, а також стави, де водяться бугай, бугайчик, мартин звичайний, чепура велика, широконіска, очеретянка чагарникова, синьошийка, чечевиця звичайна. 
Трапляються гоголь, лунь польовий, сорокопуд сірий, горностай — види, занесені до Червоної книги України.
Заказник має важливе значення як місце відпочинку на шляху щорічних міграцій перелітних птахів.
У 2020 році місцевий підприємець затопив орнітологічний заказник водою зі ставків, що призвело до різкої зміни гідрологічного режиму заказника, а також до пошкодження природних місць мешкання диких тварин та птахів, занесених до Червоної книги України.

## Галерея

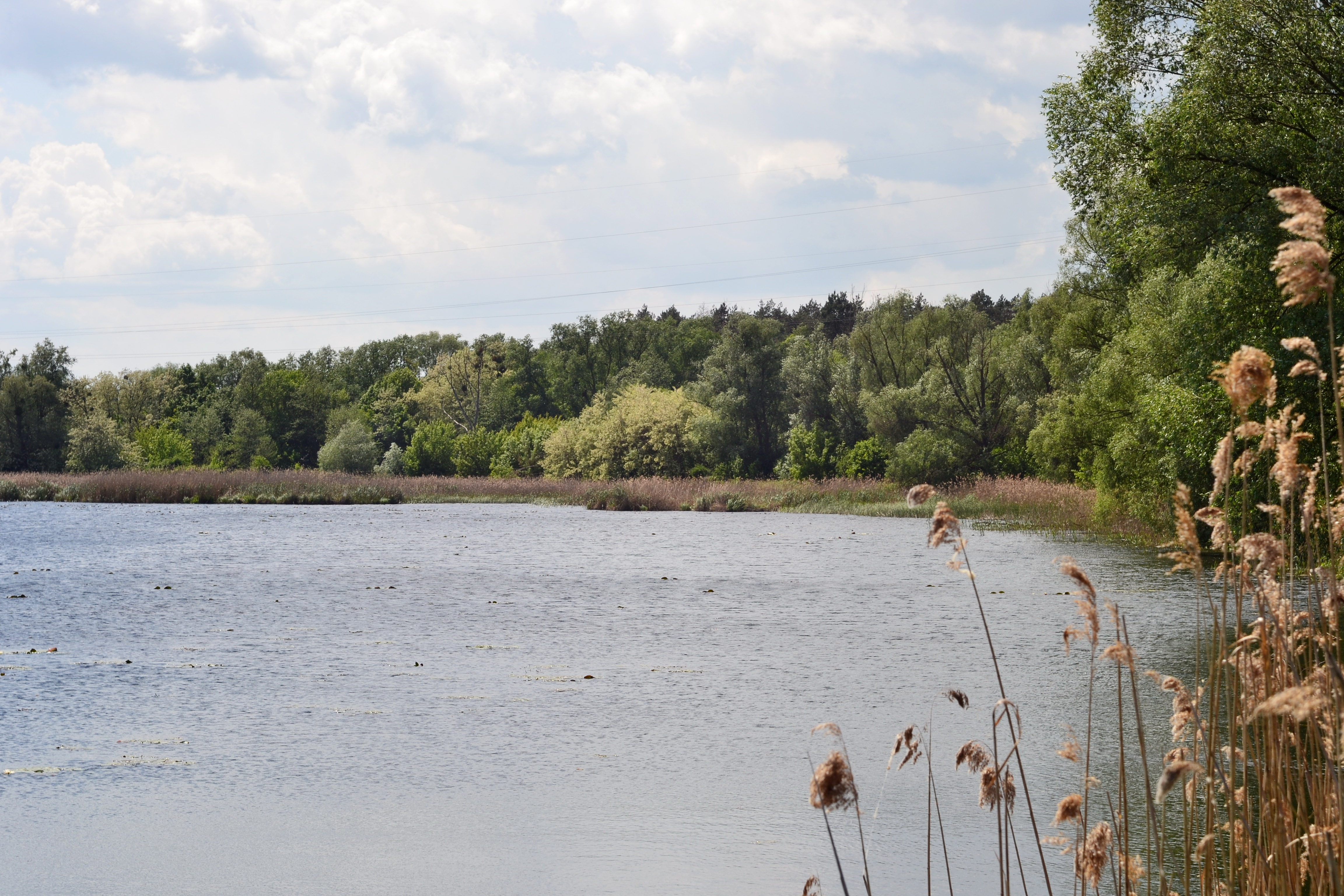
Вигляд з північного берега озера
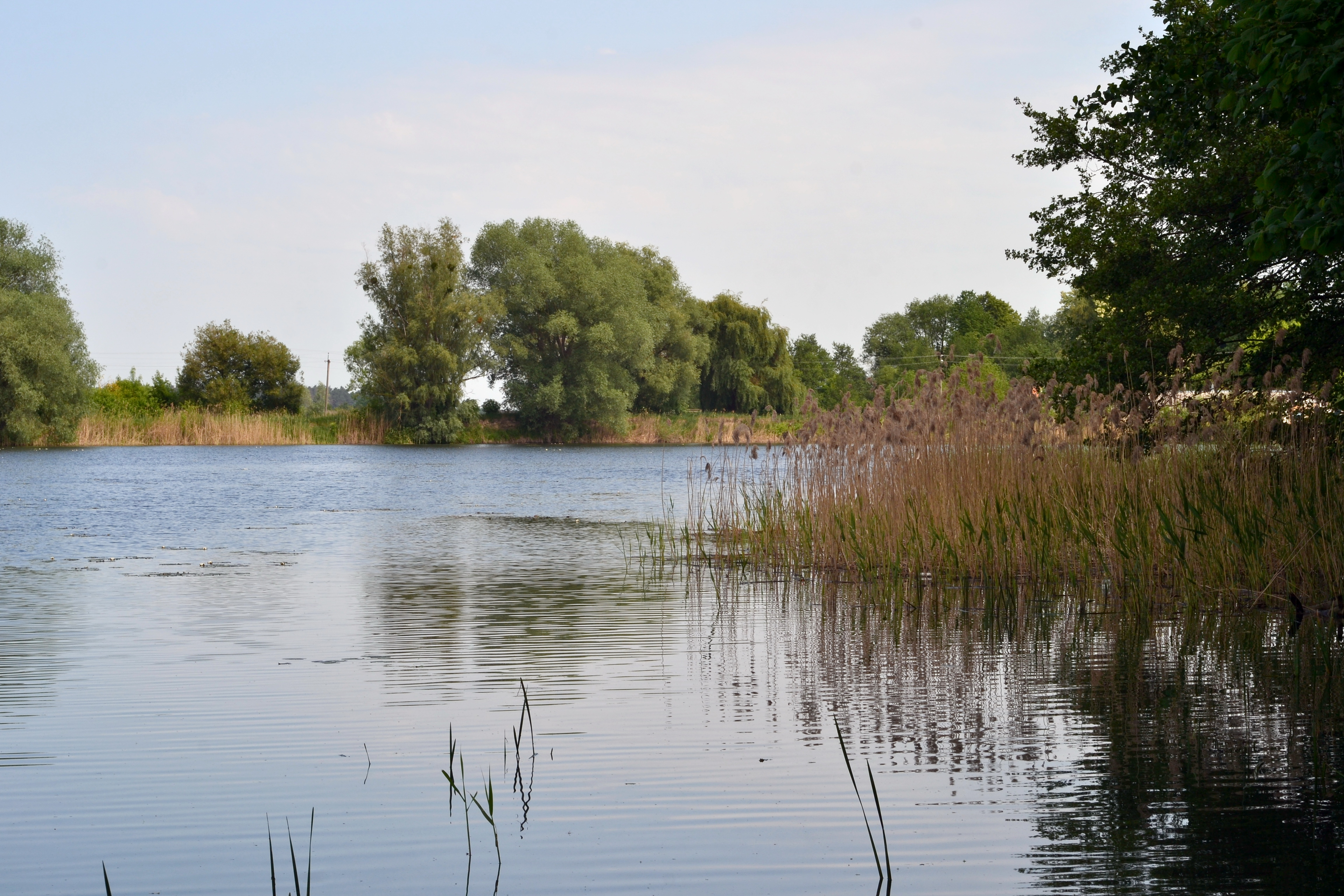
Вигляд з південного берега озера
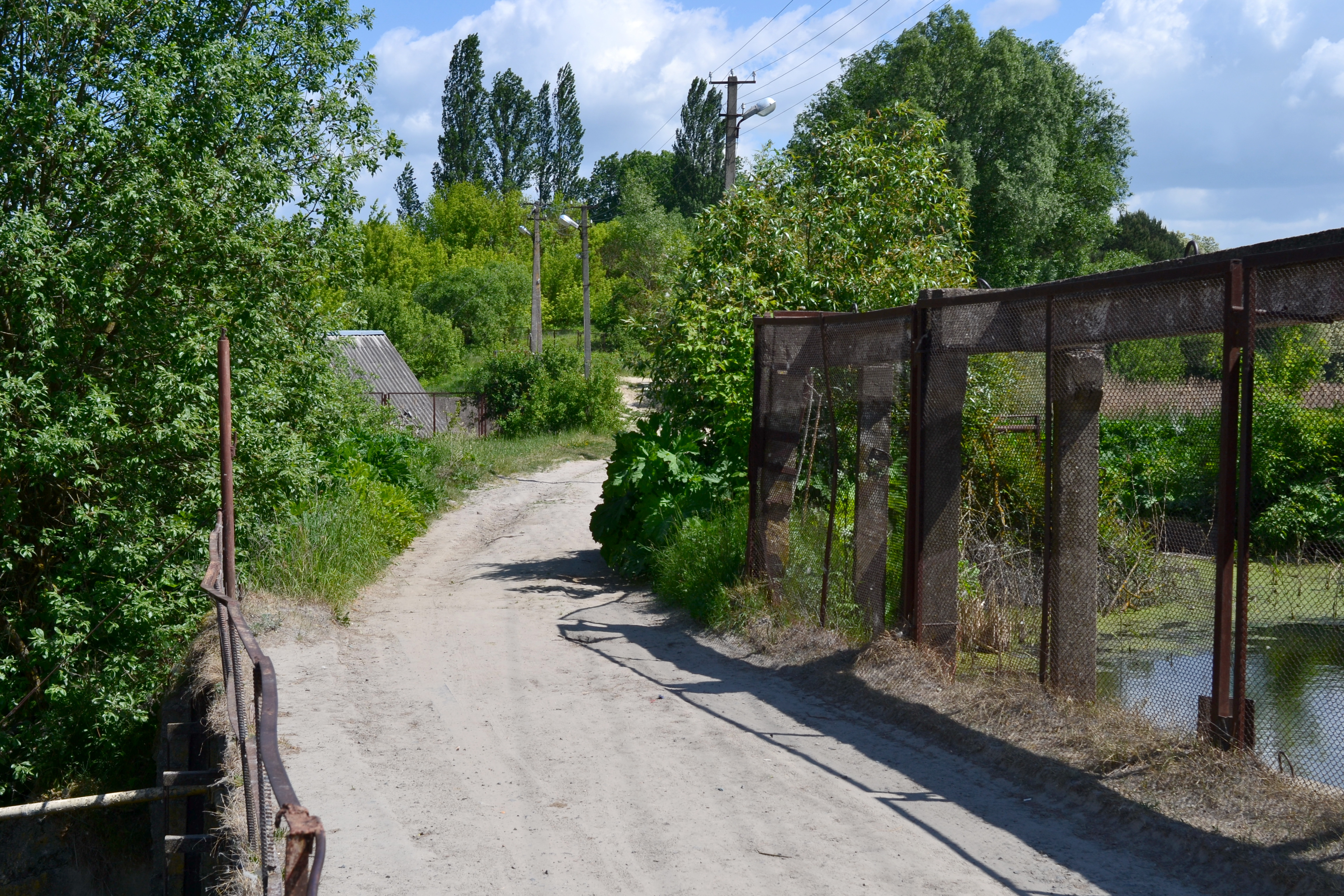
Вигляд з дамби на дорогу між ставками
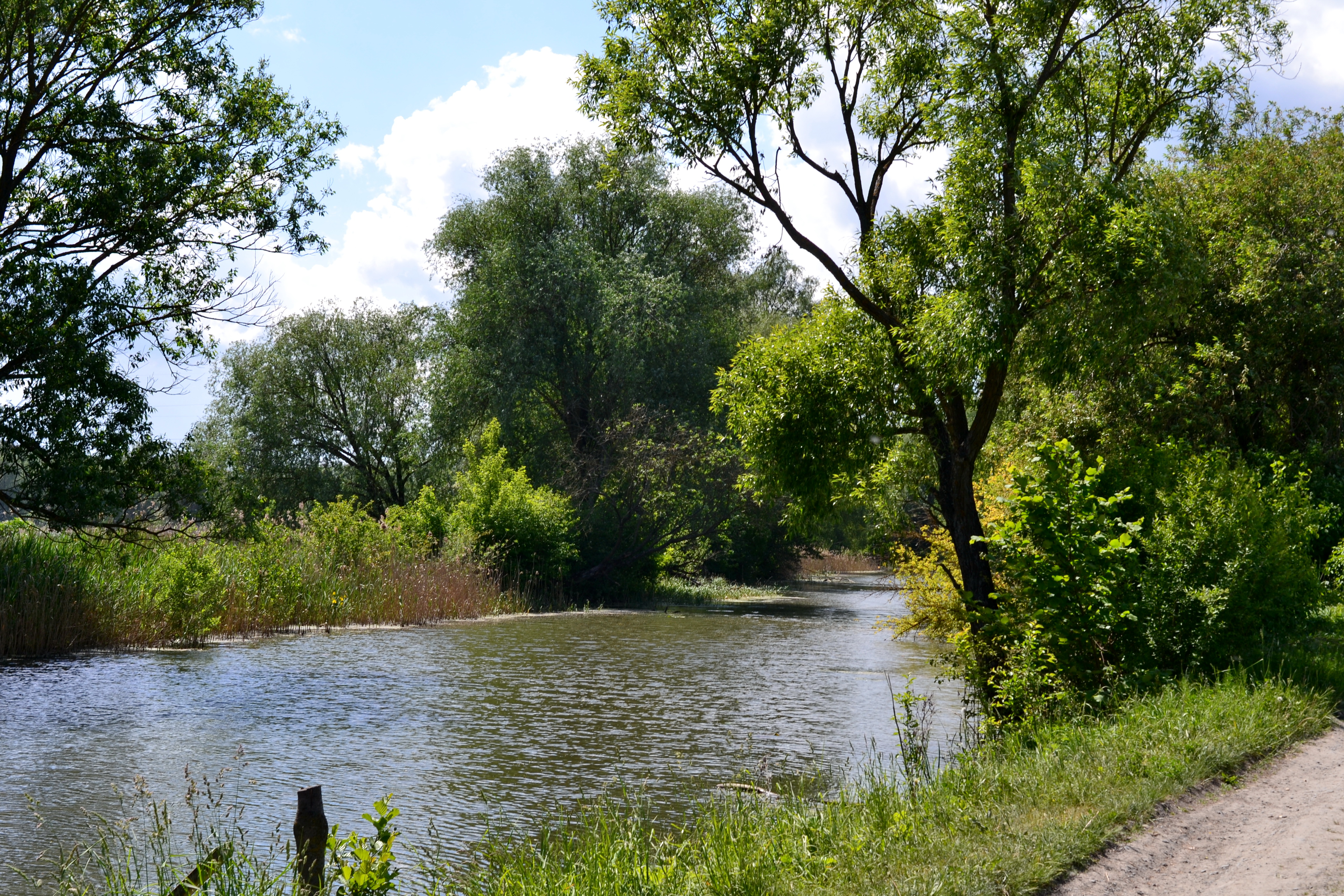
Вигляд з дамби на один з малих ставків